# Штаркль, Доминик
Доминик Штаркль (нем. Dominik Starkl; род. 6 ноября 1993, Санкт-Пёльтен, Австрия) — австрийский футболист, нападающий клуба «Амштеттен». Старший брат полузащитника Себастьяна Штаркля.

## Клубная карьера
Доминик воспитанник футбольной академии клуба «Санкт-Пёльтен». Там он провёл 4 сезона, откуда в 2011 году перешёл в венский «Рапид». Дебютировал за молодёжный состав 9 августа 2011 года против команды «Нойзидль» и был заменён на 77-й минуте. Молодёжный состав клуба «Рапид» выиграл в той встрече со счётом 2:1. В сезоне 2011/12 Доминик сыграл за молодёжный состав 25 матчей и забил в них 8 голов.
В сезоне 2012/13 был переведён в основную команду «Рапида». Дебютировал в высшей лиге австрийского чемпионата 3 ноября 2012 года против команды «Штурм», заменив Мухаммеда Илдиза на 57 минуте.

## Международная карьера
Выступал за молодёжную сборную Австрии. 6 февраля 2013 года в товарищеском матче против молодёжной сборной Мальты по футболу дебютировал в составе команды, выйдя на замену на 85-й минуте.